# زافیر لوکاست
زافیر لوکاست (به انگلیسی: zafirlokast)
رده درمانی: بلوک کننده لکوترین‌ها .
اشکال دارویی: قرص

## موارد مصرف
پروفیلاکسی و درمان طولانی مدت آسم، جلوگیری از اسپاسم برونش ناشی از ورزش، تسکین علائم رینیت آلرژیک

## مکانیسم اثر
زافیر لوکاست یک آنتاگونیست انتخابی و رقابتی رسپتورهای لکوترین E۴ ،D۴ است. با تمایل بالا و به طور انتخابی به گیرنده‌های LT۱ پیوند شده ( بدون تاثیر روی گیرنده‌های مهم موجود در راههای هوایی شامل پروستانوئید و کولینرژیک و بتاآدرنرژیک) و اعمال فیزیولوژیک لکوترین D۴ و رسپتورهای CYSLT۱ را مهار می‌کند بدون اینکه اثر آگونیستی داشته باشند.

## عوارض جانبی
سردرد- عفونت- تهوع – اسهال- درد عمومی – دردشکم – گیجی – درد عضله – تب- استفراغ – افزایشSGPT و سوء هاضمه و ائوزینوفیلی، سردرد، علائم آنفلوانزا، کهیر، سرفه و راش جلدی .